# Ambatolampy (Ambohidratrimo)
Ambatolampy est une commune rurale malgache, située dans la partie centrale de la région d'Analamanga. Elle appartient au district d'Ambohidratrimo.